# Ошкош (Небраска)
Ошкош (енгл. Oshkosh) град је у америчкој савезној држави Небраска.

## Демографија
По попису из 2010. године број становника је 884, што је 3 (-0,3%) становника мање него 2000. године.
| Група             | 2000.       | 2010.       |
| Белци             | 865 (97,5%) | 830 (93,9%) |
| Афроамериканци    | 0 (0,0%)    | 1 (0,1%)    |
| Азијати           | 1 (0,1%)    | 0 (0,0%)    |
| Хиспаноамериканци | 17 (1,9%)   | 37 (4,2%)   |
| Укупно            | 887         | 884         |